# 시티오브웨이크필드

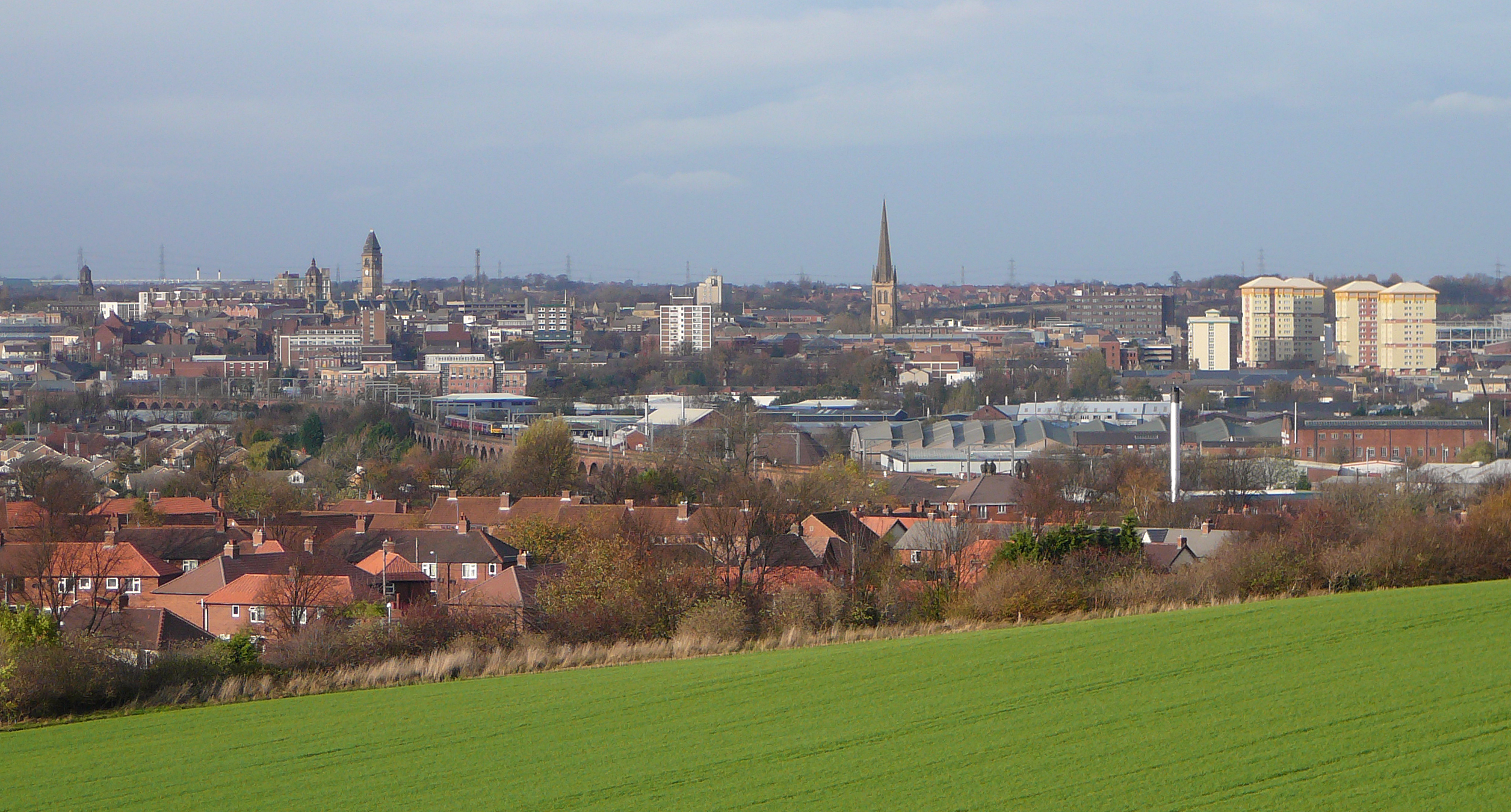
시티오브웨이크필드

시티오브웨이크필드의 위치

시티오브웨이크필드(영어: City of Wakefield)는 잉글랜드 웨스트요크셔주의 도시로 중심 도시는 웨이크필드이며 면적은 338.6km2, 인구는 326,400명(2011년 기준), 인구 밀도는 960명/km2이다.